# Gloria Ladson-Billings
Gloria Jean Ladson-Billings FBA (* 3. November 1947 in Philadelphia) ist eine US-amerikanische Erziehungswissenschaftlerin und Lehrerausbilderin, die für ihre Arbeit im Gebiet der Critical Race Theory bekannt ist, in der sie die Auswirkungen von Rassismus auf die Bildungschancen untersuchte. Ihr Buch The Dreamkeepers: Successful Teachers of African-American Children machte sie bekannt. Ladson-Billings ist Professor Emerita und frühere Kellner Family Distinguished Professor of Urban Education in the Department of Curriculum and Instruction an der University of Wisconsin–Madison.

## Karriere
Sie besuchte das staatliche Schulsystem in Philadelphia. Den B.S. machte sie an der Morgan University in Baltimore (einer Historisch afroamerikanischen Hochschule) 1968 und ihren M. Ed. in Curriculum and Instruction 1972 an der University of Washington, den Ph D in Curriculum and Teacher Education an der Stanford University School of Education 1984 mit der Dissertation Citizenship and values: An ethnographic study of citizenship and values in a black school setting. 1995 wurde sie die erste schwarze Frau, die eine volle Professur an der University of Wisconsin-Madison's School of Education erhielt, die sie bis zum Ruhestand im Januar 2018 ausfüllte. An Auszeichnungen erhielt sie den Lifetime Achievement Award von der Benjamin Banneker Association of the National Council for Teachers of Mathematics (2016). Die Zeitschrift Education week nannte sie 2021 als zweiteinflussreichste Erziehungswissenschaftlerin der vergangenen Dekade.
Ladson-Billings war Präsidentin der American Educational Research Association (AERA) 2005–2006 und der National Academy of Education 2017–2021. Sie ist ein Mitglied der American Academy of Arts and Sciences. Im Jahr 2021 wurde sie als corresponding fellow of the British Academy gewähtl.

## Werk
„Education debt“ (= Bildungsschuld) ist eine Theorie von Ladson-Billings, um die Erfolgsunterschiede bei den Abschlüssen zwischen den Rassen in den USA zu erklären. Es meint, dass die versäumten schulischen Investitionen bei Kindern aus Familien mit geringem Einkommen zu einer Reihe von sozialen Problemen führen, die ein weiteres Investieren nach sich ziehen (Robert Haveman). Die Schuld verteilt sich auf mehrere Dimensionen: Historisch wurde benachteiligten Minoritäten die Bildungsfähigkeit abgestritten, so selbst von Thomas Jefferson. Ökonomisch hängen die Bildungschancen vom Einkommen der Eltern und damit der ethnischen Zugehörigkeit ab. Eine soziopolitische Schuld ergibt sich aus dem langen Fernhalten der Minderheiten vom politischen Prozess. Die moralische Schuld ist aus der Verlagerung einer breiten sozialen Benachteiligung in ein angebliches individuelles Defizit entstanden.

## Schriften
- Critical race theory in education: a scholar's journey (= Multicultural education series). Teachers College Press, New York, NY 2021, ISBN 978-0-8077-6584-5.
- Education research in the public interest: social justice, action, and policy (= Multicultural education series). Teachers College Press, New York 2006, ISBN 978-0-8077-4705-6.
- Crossing over to Canaan: The journey of new teachers in diverse classrooms. San Francisco, CA: Jossey-Bass. (2001). ISBN 978-0-7879-5001-9
- The dreamkeepers: Successful teachers of African-American children. San Francisco, CA: Jossey-Bass. (1997). ISBN 978-1-119-79193-5.
- mit Grant, Carl A. (Hg.): Dictionary of multicultural education. Phoenix, AZ: Oryx Press. (1997). ISBN 978-0-89774-798-1.

## Einzelbelege
1. ↑  Educators must resist a return to 'normal,' urges scholar and activist Gloria Ladson-Billings. In: Stanford Graduate School of Education. 29. April 2021, abgerufen am 27. November 2022 (englisch).
2. ↑  Jakki Forester: Gloria Ladson-Billings brings equity in education discussion to K-State. In: The Collegian. 13. September 2013, archiviert vom Original am 27. November 2022; abgerufen am 27. November 2022 (amerikanisches Englisch).  Info: Der Archivlink wurde automatisch eingesetzt und noch nicht geprüft. Bitte prüfe Original- und Archivlink gemäß Anleitung und entferne dann diesen Hinweis.
3. ↑  Gloria Ladson-Billings: The dreamkeepers: successful teachers of African American children. 3. Auflage. San Francisco 2022, ISBN 978-1-119-79193-5 (englisch).
4. ↑  Lisa D. Delpit: Review of The Dreamkeepers (1994, by Gloria Ladson-Billings). In: Contemporary Sociology. 25. Jahrgang, Nr. 2. American Sociological Association, März 1996, S. 240–241, doi:10.2307/2077209 (englisch).She championed the idea that educators need to be aware of the culture in the classroom to ensure effective teaching.
5. 1 2  Gloria Ladson-Billings: Daring to dream in public. In: news.wisc.edu. Abgerufen am 27. November 2022 (amerikanisches Englisch).
6. ↑  Gloria Ladson-Billings | University of Wisconsin-Madison. In: wisc.academia.edu. Academia.edu, abgerufen am 27. November 2022 (englisch).
7. ↑  Monica Levitan: UW-Madison to Host Public Discussion to Honor Dr. Gloria Ladson-Billings. In: Diverse: Issues in Higher Education. 27. Februar 2019, abgerufen am 25. Oktober 2021 (englisch).
8. ↑  Exceptional Educators. In: bbamath.org. Abgerufen am 27. November 2022 (amerikanisches Englisch).
9. ↑  The Most Influential Education Researchers. In: Education Week. 15. Januar 2021, ISSN 0277-4232 (edweek.org [abgerufen am 7. April 2025]).
10. ↑  Gloria Ladson-Billings. In: National Academy of Education. Abgerufen am 27. November 2022 (amerikanisches Englisch).
11. ↑  Gloria Ladson-Billings. In: American Academy of Arts & Sciences. Abgerufen am 27. November 2022 (englisch).
12. ↑  The British Academy elects 84 new Fellows recognising outstanding achievement in the humanities and social sciences. In: The British Academy. 23. Juli 2021, abgerufen am 22. Januar 2022 (englisch).
13. ↑  Gloria Ladson-Billings: From the Achievement Gap to the Education Debt: Understanding Achievement in U.S. Schools. In: Educational Researcher. 35. Jahrgang, Nr. 7, Oktober 2006, S. 3–12, doi:10.3102/0013189X035007003 (englisch).

| Personendaten    | Personendaten                                |
| ---------------- | -------------------------------------------- |
| NAME             | Ladson-Billings, Gloria                      |
| ALTERNATIVNAMEN  | Ladson-Billings, Gloria Jean                 |
| KURZBESCHREIBUNG | US-amerikanische Erziehungswissenschaftlerin |
| GEBURTSDATUM     | 3. November 1947                             |
| GEBURTSORT       | Philadelphia                                 |